# Lorena Ostase
Lorena Gabriela Ostase (* 25. Juli 1997 in Vaslui) ist eine rumänische Handballspielerin.

## Karriere

### Im Verein
Lorena Ostase spielte zunächst bis 2016 für HCM Slobozia. Ab 2016 stand sie im Kader von CSM Slatina. 2022 wechselte sie zu Rapid Bukarest. 2023 stand sie im Viertelfinale der EHF Champions League, welches sie jedoch verloren. Im Januar 2025 schloss sie sich dem rumänischen Erstligisten CS Gloria 2018 Bistrița-Năsăud an.

### In Auswahlmannschaften
Mit der rumänischen Jugend-Nationalmannschaft gewann sie die U18-Weltmeisterschaft 2014, wo sie im Finale gegen Deutschland gewannen. Zudem wurde sie in das All-Star Team gewählt. Weiter nahm sie mit den Juniorinnen an der U19-Europameisterschaft 2015 teil und belegte dort den 10. Platz. 2016 gewann sie mit Rumänien die Bronze-Medaille bei der U20-Weltmeisterschaft.
Ihr erstes großes Turnier mit der A-Nationalmannschaft war die Weltmeisterschaft 2019, wo sie mit Rumänien den 12. Platz belegte. Zudem stand sie im Kader für die Europameisterschaften 2020 und 2022, sowie die Weltmeisterschaft 2021 und die Weltmeisterschaft 2023.